# Nelly (raper)
Cornell Haynes Jr. (ur. 2 listopada 1974 w St. Louis, Stany Zjednoczone), bardziej znany pod pseudonimem Nelly – amerykański raper, piosenkarz oraz aktor. Od roku 1996 tworzył w zespole St. Lunatics, by w 2000 dołączyć do wytwórni Universal Music. Dzięki kontraktowi z Universal Nelly wydał na rynek muzyczny pięć albumów studyjnych. Raper zdobył także dwukrotnie nagrodę Grammy w latach 2003 i 2004. W roku 2005 zagrał w filmie Wykiwać klawisza wraz z Adamem Sandlerem i Chrisem Rockiem. Ponadto Nelly wziął udział w głównym wydarzeniu podczas 2007 World Series of Poker. Jest także współwłaścicielem klubu Charlotte Hornets, razem z Robertem L. Johnsonem oraz legendą NBA, Michaelem Jordanem.

## Życiorys
Po przeprowadzce do miasteczka akademickiego miasta St. Louis Nelly stworzył wraz ze swoimi przyjaciółmi grupę muzyczną St. Lunatics. Zespół odniósł lokalny sukces w roku 1996 dzięki samowyprodukowanemu utworowi „Gimme What You Got”. Po frustracji spowodowanej dużymi trudnościami podpisania przez grupę kontraktu płytowego, członkowie zespołu zdecydowali, by Nelly rozpoczął solową karierę, zaś gdy odniesie sukces powróci do St. Lunatics, by wypromować swych przyjaciół.

## Kariera muzyczna

### Country Grammar
Kilka lat później podpisał solowy kontrakt z wytwórnią Universal Music, by wydać w roku 2000 debiutancki album studyjny Country Grammar. Sukces tytułowego utworu, który wydany został jako singel promujący krążek, doprowadził do debiutu albumu w Top 3 notowania Billboard 200 najczęściej kupowanych krążków w Stanach Zjednoczonych. Pozostałymi singlami z krążka były piosenki „E.I.”, „Ride Wit Me” oraz „Batter Up”. „Free City”, utwór który Nelly nagrał wraz z St. Lunatics, znalazł się na hitowym singlu zespołu „Midwest Swing” z roku 2001. W tym samym czasie raper nagrał kompozycję „#1” specjalnie na potrzeby filmu Dzień próby.

### Nellyville
W roku 2002 ukazał się drugi album w solowej karierze rapera o tytule Nellyville; główny singel promujący krążek „Hot in Herre” stał się również numerem jeden na notowaniu Billboard Hot 100 najchętniej kupowanych singli w Ameryce. Pozostałymi singlami promującymi krążek stały się utwory „Dilemma” nagrany wspólnie z Kelly Rowland członkinią zespołu Destiny’s Child, „Work It” z udziałem Justina Timberlake’a, „Air Forces Ones” stworzony wraz z Murphy Lee i St. Lunatics oraz „Pimp Juice”. Teledysk do kompozycji „Tip Drill”, który wydany został jedynie w środowisku internetowym stał się kontrowersyjny ze względu na mizoginistyczne przedstawienie kobiet w wideoklipie. Kontrowersje te nie pozwoliły raperowi na występ w jednym z historycznych uniwersytetów dla kobiet w Atlancie. Twierdzenia mizoginistyczne zostały również poruszone w utworze „Pimp Juice”.
Nike i Nelly podpisali wspólnie jednoroczny kontrakt w roku 2003 na wydanie limitowanej edycji obuwia sportowego nazwanego „Air Derrty” stylizowanego na te sygnowane przez Charlesa Barkleya z roku 1994. W tym samym roku na półkach sklepowych w największych miastach Stanów Zjednoczonych ukazały się sportowe buty reklamowane przez rapera. Po wygaśnięciu umowy z koncernem Nike Nelly ponownie zdecydował się promować obuwie sportowe swym pseudonimem, a kolejną firmą, z którą podpisał kontrakt, stał się producent Reebok.
Podczas gali rozdania nagród Grammy raper zdobył dwie statuetki w kategoriach Najlepszy męski solowy występ rap za utwór „Hot in Herre” oraz Najlepsza rap kolaboracja w duecie z Kelly Rowland za kompozycję „Dilemma”. Oprócz tego Nelly wygrał 2003 American Music Award w kategorii Wybór fanów oraz był nominowany w czterech kategoriach do pozostałych tytułów. W roku 2004 zdobył swoją trzecią statuetkę Grammy za gościnne użyczenie swego głosu wraz z P. Diddym w utworze Murphy’ego Lee, „Shake Ya Tailfeather”.
W marcu 2003 roku raper wraz ze swoją siostrą Jackie Donahue rozpoczął kampanię Jes Us 4 Jackie zaraz po wykryciu u jego krewnej białaczki. Dwa lata po zdiagnozowaniu choroby w marcu 2005, Donahue zmarła.

### Sweat / Suit
Dnia 14 września 2004 Nelly wydał na rynek muzyczny jednocześnie dwa albumy, Sweat oraz Suit. Suit, krążek skoncentrowany na stylistyce R&B zadebiutował na pozycji #1 notowania Billboard 200 natomiast dzieło Sweat o brzmieniu hip-hop znalazło się tego samego tygodnia na miejscu #2. Singlem promującym album stała się ballada „Over and Over” nagrana w duecie z gwiazdą muzyki country Timem McGrawem. Piosenka zaraz po wydaniu stała się międzynarodowym hitem czyniąc z „Over an Over” kolejnym numerem jeden w Wielkiej Brytanii. W roku 2004 muzycy wspólnie zaprezentowali piosenkę podczas specjalnej gali poświęconej piosenkarzowi country  Tim McGraw: Here and Now zorganizowanej przez telewizję NBC.
Raper pojawił się również na koncercie Tsunami Aid: A Concert for Hope po trzęsieniu ziemi na Oceanie Indyjskim. W listopadzie 2005 Nelly wydał składankę Sweatsuit, która zawierała utwory zarówno z albumu Sweat jak i Suit. Na liście utworów kompilacji znalazły się także trzy niepublikowane dotąd utwory, m.in. piosenka „Grillz” - czwarty w historii singel numer jeden na liście Billboard Hot 100.
W roku 2005 Nelly pojawił się gościnnie w utworze „Nasty Girl” nagranym wraz z Jagged Edge, Avery Storm i P. Diddym wydanym na pośmiertnym albumie Notoriousa B.I.G.-a Duets: The Final Chapter oraz jego własnym Sweatsuit. Raper użyczył swego głosu w kompozycji „To the Floor”, która ukazała się na krążku Mariah Carey z roku 2005 The Emancipation of Mimi.
Rok później, Nelly gościnnie wystąpił w utworze „Call on Me”, który ukazał się jako pierwszy singel z albumu Janet Jackson 20 Y.O. we wrześniu 2006 w Europie.

### Brass Knuckles
W roku 2007 raper pojawił się gościnnie w utworach na albumach R. Kelly’ego Double Up oraz T.I. T.I. vs. T.I.P.. Nelly nagrał także piosenkę „Switch” wraz z Ashanti. Singel „Cut It Out” wydany został pod koniec 2007 i promował krążek Brass Knuckles wydany dnia 16 września 2008 na amerykańskim rynku muzycznym. Pomimo iż „Cut It Out” wyciekł znacznie wcześniej niż data premiery albumu, producenci zdecydowali się nie umieszczać tego utworu na oficjalnej trackliście krążka.
Oficjalnym pierwszym singlem promującym album stała się kompozycja „Wadsyaname”, która zawierała sampel z utworu „All My Life” zespołu K-Ci and JoJo. Później Nelly potwierdził, że „Wadsyaname” nigdy nie był brany pod uwagę, iż znajdzie się na liście utworów Brass Knuckles. Raper wyjaśnił, że „piosenka została wydana jako singel, lecz nie promując żaden z albumów”. Następnie Nelly nagrał wraz z Fergie utwór „Party People”, który wydany został jako pierwszy, oficjalnie potwierdzony singel promujący krążek. Drugim singlem z krążka stała się piosenka „Body on Me” nagrana wspólnie z Akonem oraz Ashanti natomiast trzecią kompozycją prezentującą Brass Knuckles utwór stworzony wspólnie z Ciarą „Stepped on My J'z” wyprodukowany przez Jermaine Dupri.

### 5.0
12 listopada 2010 ukazał się szósty album rapera 5.0. Z początku miał nosić tytuł po prostu Nelly, następnie miał nosić obecną nazwę, później skrócił ją do nazwy 5.0. Promował go internetowy singel 1000 Stacks z Diddym oraz zmodyfikowanym głosem zmarłego Notoriousa B.I.G. Następnie wyszedł oficjalny pierwszy singel Just a Dream, który osiągał sukces docierając do #3 miejsca listy Billboard Hot 100. Ostatni raz Nelly trafił na Top 10 z singlem Grillz w 2005 roku, który uplasował się na szczycie tego zestawienia. Drugim singlem jest Move That Body z Akonem i T-Painem, który jak na razie dotarł na #54 miejsce wyższego notowania. Trzeci singel to Gone z Kelly Rowland.

## Dyskografia
- Country Grammar (2000)
- Nellyville (2002)
- Sweat (2004)
- Suit (2004)
- Brass Knuckles (2008)
- 5.0 (2010)
- M.O. (2013)

## Nagrody
- BET Awards
  - 2003, Best Male Hip-Hop Artist (Nominacja)
  - 2003, Best Collaboration („Dilemna”) z Kelly Rowland (Nominacja)
  - 2003, Video of the Year („Hot in Herre”) (Nominacja)
  - 2001, Best New Artist (Nominacja)
  - 2001, Best Male Hip-Hop Artist (Nominacja)

- Grammy Awards
  - 2007, Best Rap Performance by a Duo or Group („Grillz”) feat. Paul Wall, Ali & Gipp (Nominacja)
  - 2005, Best Rap Album („Suit”) (Nominacja)
  - 2004, Best Rap Performance by a Duo or Group („Shake Ya Tailfeather”) z P. Diddy & Murphy Lee (Wygrana)
  - 2003, Best Male Rap Solo Performance („Hot in Herre”) (Wygrana)
  - 2003, Best Rap/Sung Collaboration („Dilemma”) z Kelly Rowland (Wygrana)
  - 2003, Record of the Year („Dilemma”) z Kelly Rowland (Nominacja)
  - 2003, Album of the Year („Nellyville”) (Nominacja)
  - 2003, Best Rap Album („Nellyville”) (Nominacja)
  - 2001, Best Rap Album („Country Grammar”) (Nominacja)
  - 2001, Best Rap Solo Performance („Country Grammar”) (Nominacja)